# Józef Gabriel Brochero
Józef Gabriel Brochero, właśc. José Gabriel del Rosario Brochero (ur. 16 marca 1840 w Santa Rosa de Río Primero w Argentynie, zm. 26 stycznia 1914 w Villa del Tránsito) – argentyński kapłan, zwany „cura-gaucho”, czyli „ksiądz-gaucho”, tercjarz dominikański, święty Kościoła katolickiego.

## Życiorys
Urodził się w 1840 w Santa Rosa de Río Primero. Był czwartym dzieckiem w rodzinie z dziesięciorgiem dzieci: Ignacego Brochero i Dávili Patrona.
5 marca 1856 roku wstąpił do seminarium duchownego pw. Matki Bożej Loretańskiej w Córdobie, a w 4 lata później rozpoczął studia na Narodowym Uniwersytecie Wyższym w San Carlos, gdzie poznał przyszłego prezydenta Argentyny, Miguela Juáreza Celmana, z którym zawarł trwałą przyjaźń. W 1866 roku został członkiem III Zakonu Dominikańskiego (26 sierpnia) i został wyświęcony na kapłana (4 listopada). 10 grudnia tego samego roku, odprawił swoją pierwszą Mszę św.
Kiedy w 1867 roku wybuchła w prowincji epidemia cholery, Józef Gabriel aktywnie pomagał chorym i umierającym na tę chorobę. W 1868 objął parafię św. Alberta (San Alberto, dzis. dolina Traslasierra). 24 kwietnia 1898 został mianowany kanonikiem katedralnym w Córdobie. Wspierał budowę mostów kamiennych i innych artefaktów, przewodniczył organizacjom regionu, ewangelizacji, opieką nad chorymi i innym działaniom duszpasterskich programów. Najczęściej poruszał się na koniu lub mule, stąd jego miano „cura-gaucho”, od lokalnej nazwy rolników-hodowców, gospodarujących na bezkresnych przestrzeniach pampy argentyńskiej.
Koniec jego życia naznaczony był bólem i chorobą. Zaraził się trądem od chorych, którym gorliwie pomagał. Choroba sprawiła, że w pewnym momencie kapłan stracił słuch i prawie zupełnie wzrok. Zmarł w 1914 w Villa del Tránsito w opinii świętości. W 1916 na jego cześć zmieniono nazwę miasta Villa del Tránsito na Villa Cura Brochero.

## Beatyfikacja i kanonizacja
W roku 1968 rozpoczęto jego proces beatyfikacyjny. W 2004 roku papież Jan Paweł II ogłosił go Czcigodnym Sługą Bożym, a 20 grudnia 2012 Benedykt XVI podpisał dekret jego beatyfikacji. Oficjalna ceremonia odbyła się 14 września 2013 w Villa Cura Bochero, w pobliżu w Argentynie przez kardynała Angelo Amato, w imieniu papieża Franciszka.
21 stycznia 2016 papież Franciszek uznał cud za wstawiennictwem bł. Józefa G. Brochero, zaś 15 marca 2016 podczas konsystorza wyznaczono datę jego kanonizacji. 16 października 2016, podczas uroczystej mszy świętej na placu Świętego Piotra w Watykanie, bł. Józef Gabriel Brochero wraz z sześcioma innymi błogosławionymi, został przez papieża Franciszka ogłoszony świętym i włączony w poczet świętych Kościoła katolickiego.

### Dzień obchodów
Jego wspomnienie liturgiczne wyznaczono na 26 stycznia (dies natalis).